# Ryan Matuchito
Ryan Matuchito ( * 22 de mayo de 2000 (24 años), Novaliches), es un actor y cantante pop, r&b filipino.

## Biografía
Ryan Matuchito empezó su carrera musical en 2005 compitiendo en el Popstar |Infantil, un concurso nacional de canto transmitido por un canal de televisión dirigido para niños de 7 a 11. Después de haber colocado dentro de los cinco principales competidores, se le ofreció un lugar en la serie spin-off, llamado "Sugarpop", con quien grabó dos álbumes. También como resultado en su aparición en el Popstar Infantil, se le ofreció un personaje para que interpretara en el programa de televisió planeta Q, Q, dedicado a los animales destinados a los niños.

## Televisión
| Año  | Título                   | Personaje         | Estación    |
| 2010 | Party Pilipinas          | Herself           | GMA Network |
| 2009 | SOP Fully Charged        | Herself           | GMA Network |
| 2008 | Gaano Kadalas ang Minsan | Claudette Midrano | GMA Network |
| 2007 | Planet Q                 | Herself           | Q TV        |
| 2005 | Popstar Kids             | Herself           | GMA Network |

## Discografía
- Matuchito ha aparecido tanto en Álbumes Sugarpop, y Sugarpop Sugarpop (Reenvasado).

- Además de eso, él también ha grabado canciones para varios espectáculos de GMA Network.

Tiene Varias Canciones como: I'll be there, Enough y Everything
| Año  | Canción                       | Programa        |
| 2010 | Pag-ibig Na Tunay             | Pilyang Kerubin |
| 2010 | Dahil Sa'yo Natutong Magmahal | The Last Prince |
| 2008 | Aking Mundo                   | Dyesebel        |
| 2008 | Siya Na Nga Kaya              | Dyesebel        |